# Église Saint-Mathias d'Arvida
L'église Saint-Mathias est un lieu de culte catholique situé à Arvida, un secteur de Saguenay au Québec (Canada). Il s'agit d'une église en plan en losange construite en 1964 et 1965 selon les plans de l'architecte Jacques Coutu. Elle a été classée comme immeuble patrimonial en 2021. Elle fait partie du site patrimonial de l'Église-Saint-Mathias, qui comprend l'église et le presbytère.

## Histoire

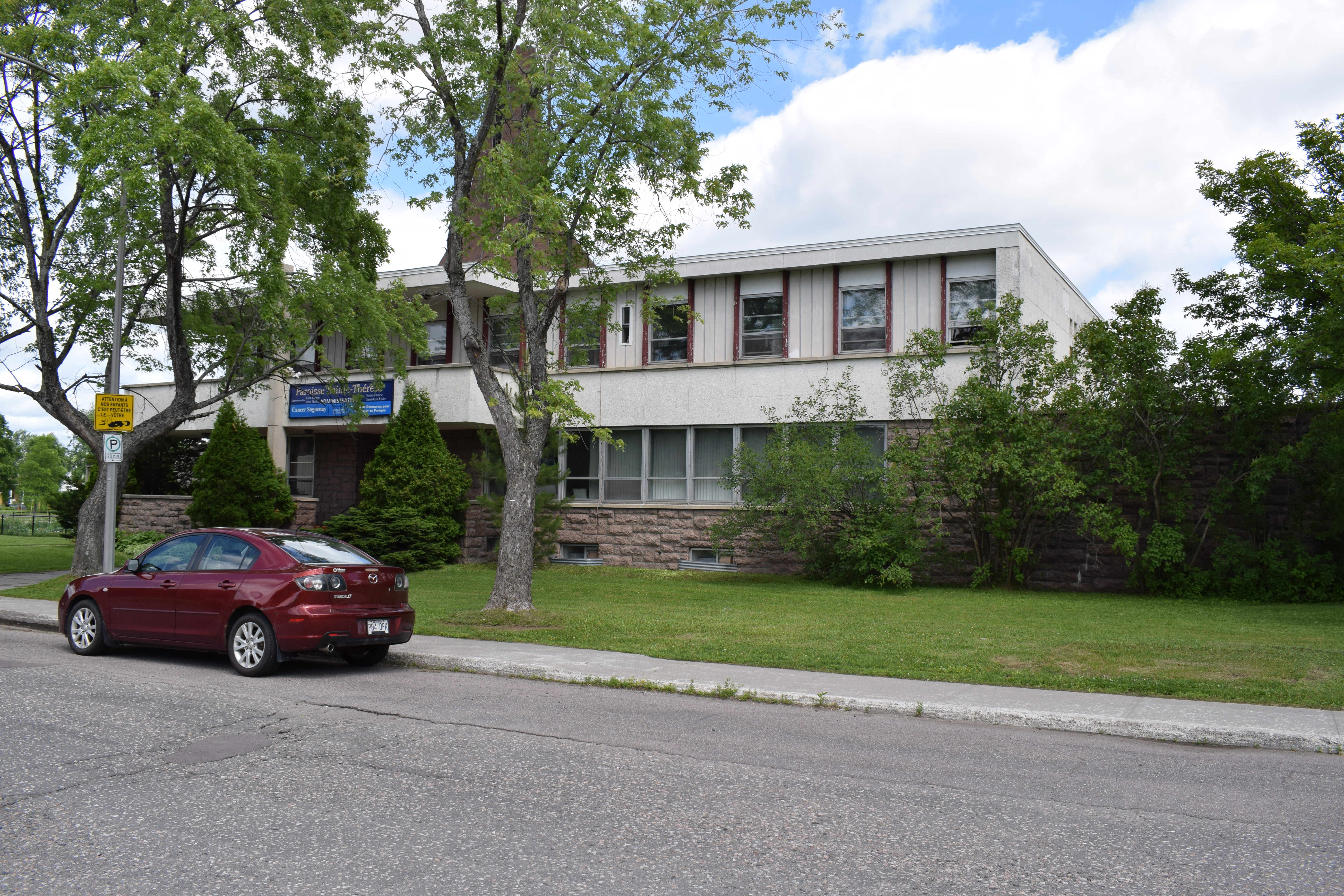
Façade du presbytère de Saint-Mathias

La paroisse de Saint-Mathias est érigée en juin 1955 à la suite de l'expansion d'après guerre d'Arvida. Les offices religieux se tiennent en premier lieu dans le gymnase de l'école Sainte-Lucie et une maison est acheté pour servir de presbytère temporaire. La maison est vendu en 1957 et un presbytère est construit en 1958 selon les plans des architectes Alfred Lamontagne et Armand Gravel. Quant à l'église, c'est l'architecte Jacques Coutu qui est retenu. Ce dernier est l'un des principaux partisan de l'expressionnisme au Québec. Les travaux de construction débute en 1964 et se termine l'année suivante.
Pour la construction, Coutu reçoit la Canadian Wood Design Award en 1965 pour la conception de l'église. En 1971, le recouvrement du toit, à l'origine en cuivre est remplacé par du bardeau d'asphalte. Le toit est de nouveau rénové en 1975 pour y enlever quatre bandeau vitré qui occasionnaient des infiltrations d'eau. 
La paroisse de Saint-Mathias est fusionné à celle de Saint-Jacques en 2000 pour formée celle de Saint-Étienne. La paroisse est intégrée dans celle de Sainte-Thérèse-de-l'Enfant-Jésus. Le presbytère sert de centre administratif à la nouvelle paroisse. Le 1er mai 2006, le site patrimonial de l'Église-Saint-Mathias , qui comprend l'église et de presbytère est cité par la ville de Saguenay. Quant à l'église, elle est classée le 16 avril 2021 par la ministre de la Culture et des Communications. La classement comprend l'extérieur de l'église ainsi que le plafond en bois lamellé-collé.

## Architecture

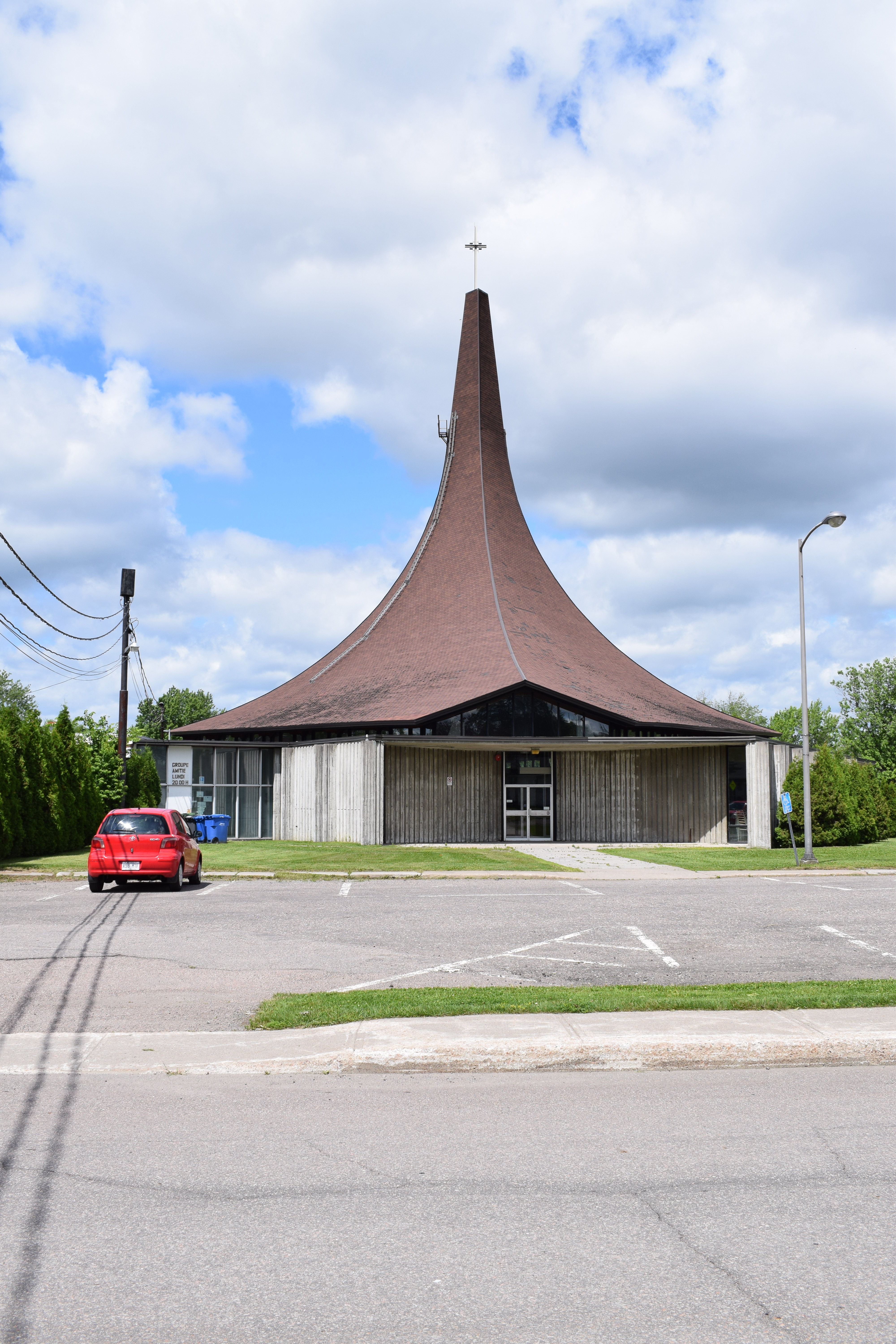
Façade de l'église Saint-Mathias

L'église Saint-Mathias a un plan en losange. Dans la nef, les bancs sont déployés en éventail autour de l'autel pour favoriser leur participation la fidèles. La toiture est formée de quatre versants concaves qui se rejoignent au centre pour former le clocher. Ce dernier est un point de repère dans le quartier. 
Quant à la structure, elle est formée de cadres en béton soutenant le toit en bois lamellé-collé. Des bandeaux de fenêtres entre les murs et le toit assure l'éclairage de l'église On y retrouve aussi un puits de lumière au dessus du tabernacle. Quant aux vitraux, ils ont été exécutés par l'artiste d'origine italienne Mario Mauro.